# Sant Roc de Torregrossa
Sant Roc de Torregrossa és una església barroca de Torregrossa (Pla d'Urgell) inclosa a l'Inventari del Patrimoni Arquitectònic de Catalunya.

## Descripció
Façana barroca del segle xvii, d'acord amb l'eix central d'accés a la portalada rectangular, amb motllures u escut a la llinda. Un ull de bou il·lumina el cor.
La façana posterior de la capella resta adossada a habitatges particulars.

## Història
Del culte d'aquesta capella en té cura la Germandat de Sant roc.
La façana lateral de la capella votiva de Sant Roc ha estat intervinguda recentment.